# Evropská občanská iniciativa
Evropská občanská iniciativa je jednou z hlavních inovací zavedených Lisabonskou smlouvou a nástrojem sloužícím k posílení přímé demokracie v Evropské unii. Umožňuje jednomu milionu občanů EU, mezi nimiž je zastoupen dostatek občanů alespoň čtvrtiny členských států, požádat Evropskou komisi, aby navrhla legislativu, která spadá do některé z politik Unie. Komise má v EU exkluzivní právo zákonodárné iniciativy.
Možnost evropské občanské iniciativy staví občany na tutéž úroveň, na které se nachází Evropský parlament a Rada Evropské unie, jež toto právo požívají na základě čl. 225 a 241 Smlouvy o fungování Evropské unie.

## Iniciátoři a společný cíl
Toto v dubnu 2012 na úrovni EU zavedené právo na nezávaznou petici Evropské komisi je zvané evropská občanská iniciativa (EOI) (European Citizens' Initiative (ECI), Europäische Bürgerinitiative (EBI)), přesně jak to odpovídá cíli iniciátorů – hnutím Citizens of Europe / ECI Campaign (Občané Evropy / Kampaň pro EOI), Democracy International, Mehr Demokratie (Více demokracie) a lidí kolem nich ze všech vrstev politického života Evropy, společně se zasazujících za silnější politická práva v Evropě – zavést iniciativu a referendum v Evropské unii.

## Dnešní stav

### Právní základ
Právní základ občanské iniciativy je položen v článku 11, odstavci 4 Smlouvy o Evropské unii (SEU) a v článku 24, odstavci 1 Smlouvy o fungování Evropské unie. Oba tyto články byly nově zavedeny Lisabonskou smlouvou. Evropská občanská iniciativa je doplňkem ke stávajícímu právu podat petici Evropskému parlamentu a právu na odvolání k Evropskému ombudsmanovi, které ustanovila již Maastrichtská smlouva (1993). Petice a občanská iniciativa se však podstatně liší způsobem svého fungování, svými podmínkami a tím, komu jsou určeny.
Praktická opatření, podmínky a postupy související s evropskou občanskou iniciativou stanovuje nařízením Evropský parlament a Rada EU na návrh Evropské komise. Původní nařízení určilo, že registrovat občanské iniciativy je možné od 1. dubna 2012. V České republice jsou některé podmínky a postupy související s prováděním zmíněného evropského nařízení upraveny zákonem o evropské občanské iniciativě, který dne 25. dubna 2012 schválil Senát. Tento zákon byl následně upraven v roce 2014.
V roce 2019 bylo schváleno nové nařízení upravující evropskou občanskou iniciativu. To zavedlo několik změn včetně zvýšení flexibility pro výběr data pro začátek sběru podpisů, zjednodušení osobních údajů pro podpis, zavedení odborné a legální asistence pro občanské iniciativy a možnosti provést částečnou registraci iniciativy, pokud její část nespadá do pravomocí Komise pro předložení právního aktu Unie.
V červenci 2020 bylo schváleno nařízení dočasně upravující pravidla pro evropské občanské iniciativy v souvislosti s pandemií covidu-19. Prodloužilo lhůtu pro sběr podpisů a pro verifikaci podpisových archů národními orgány.

### Pravidla iniciativy
Aktivisté, kteří mají zájem iniciovat vznik nového evropského předpisu, musí nejprve založit tzv. skupinu organizátorů, jejíž členové musejí mít bydliště alespoň v 7 členských státech a jež registruje iniciativu u Evropské komise. Komise před zaregistrováním předložené iniciativy disponuje dvěma měsíci času pro posouzení, zda dotyčná iniciativa splňuje základní podmínky přijatelnosti.
Následně mohou organizátoři stanovit datum zahájení sběru podpisů (nejpozději 6 měsíců od registrace Komisí), pro nějž je lhůta 12 měsíců. Podpisy mohou být sbírány na papírovém formuláři nebo prostřednictvím internetu. Pro úspěšné prosazení iniciativy je zapotřebí sesbírat alespoň 1 milion podpisů, přičemž počet podepsaných občanů musí alespoň ve čtvrtině členských států dosáhnout na stanovený minimální počet. Ty jsou pro jednotlivé členské státy stanoveny individuálně a odpovídají počtu členů Evropského parlamentu z daného státu vynásobenému počtem členů Evropského parlamentu. Pohybují se od 4 230 podpisů pro Maltu, Kypr a Lucembursko do 67 680 pro Německo. Pro Českou republiku je minimální počet 14 805 podpisů.
Za kontrolu validity podpisových archů jsou odpovědné jednotlivé členské státy. Signatář musí uvést své jméno, příjmení, bydliště, datum narození a datum podpisu. Všichni podepsaní musí být občany EU a být ve věku, který je opravňuje k účasti ve volbách do Evropského parlamentu v dané zemi. Členské státy však mohou minimální věk pro podpis snížit na 16 let.

#### Stanovené limity podpisů
| Stát       | Stanovený limit | Stát        | Stanovený limit |
| Belgie     | 14 805          | Litva       | 7 755           |
| Bulharsko  | 11 985          | Lucembursko | 4 230           |
| Česko      | 14 805          | Maďarsko    | 14 805          |
| Dánsko     | 9 870           | Malta       | 4 230           |
| Německo    | 67 680          | Nizozemsko  | 20 445          |
| Estonsko   | 4 935           | Rakousko    | 13 395          |
| Irsko      | 9 165           | Polsko      | 36 660          |
| Řecko      | 14 805          | Portugalsko | 14 805          |
| Španělsko  | 41 595          | Rumunsko    | 23 265          |
| Francie    | 55 695          | Slovinsko   | 5 640           |
| Chorvatsko | 8 460           | Slovensko   | 9 870           |
| Itálie     | 53 580          | Finsko      | 9 870           |
| Kypr       | 4 230           | Švédsko     | 14 805          |
| Lotyšsko   | 5 640           |             |                 |

## Příklady občanských iniciativ

### První iniciativy
První podaný návrh občanské iniciativy se týkal GMO. V říjnu 2010 mezinárodní organizace Greenpeace ohlásila, že pod "Petici za Evropu bez geneticky modifikovaných plodin" sebrala milionu podpisů a že petice bude předána předsedovi Evropské komise.
Jednou z dalších iniciativ je návrh doplnit evropskou hymnu slovy v neutrálním jazyce esperanto a tak umožnit občanům zpívat ji společně a posílit tím evropskou identitu při současném zachování identit národních. Předkladatelem návrhu je Evropská esperantská unie.
V lednu 2013 Evropská komise zaregistrovala evropskou občanskou iniciativu za prozkoumání bezpodmínečného základního příjmu jako nástroje na zlepšení jejich současných systémů sociálního zabezpečení; předkladatelem je německá Netzwerk Grundeinkommen.

### Úspěšné iniciativy
K 3. prosinci 2020 získaly 4 evropské občanské iniciativy dostatečný počet podpisů, k nimž Evropská komise stihla poskytnout odpověď či na ně navázat konkrétními kroky. První takovou iniciativou byla "Jeden z nás" (One of us) bojující za ochranu lidského života od početí až do smrti. Jejím ekvivalentem u nás je například Hnutí pro život. Evropská komise v květnu 2014 uvedla, že na ni nenaváže žádným evropským legislativním návrhem, jelikož tato záležitost byla nedávno v Evropském parlamentu a v členských státech projednána.
"Voda a hygiena jsou lidská práva! Voda je veřejné dobro, ne komodita!" (Right2water) je první evropskou občanskou iniciativou, na kterou EU přímo navázala. Iniciativa požadovala, aby měly instituce a členské státy EU povinnost zajistit všem obyvatelům Unie právo na vodu a hygienu, aby správa vodních zdrojů nespadala do „pravidel vnitřního trhu“ a aby bylo vodohospodářství osvobozeno od liberalizace.Evropská komise navrhla zajištění kvalitnější dostupnosti vody, zajištění neutrality v rámci poskytování hospodářských služeb a podporu neziskového partnerství ve vodním hospodářství tak, aby EU zajistila všeobecný přístup k nezávadné pitné vodě podle výsledků konference OSN o udržitelném rozvoji Rio+20.
"Zakažte glyfosát a chraňte lidi a životní prostředí před toxickými pesticidy" usilovala o zákaz glyfosátu a herbicidů na jejich bázi a změnu postupu při schvalování pesticidů. Evropská komise prohlásila, že pro zákaz herbicidů na bázi glyfosátů není vědecký ani právní důvod, proto nebude v tomhle ohledu navrhovat žádnou iniciativu. Navrhla však nový předpis, který by měl zlepšit kvalitu a nezávislost vědeckých posudků na nové pesticidy.
Sdružení Stop vivisekci (Stop vivisection) požadovalo vytvoření směrnice, která by zakázala pokusy na zvířatech. Evropská komise souhlasila, že by pokusy na zvířatech měly být výhledově ukončeny. Podotkla však, že při vývoji léčivých přípravků jsou zvířecí modely velmi účinné a v některých oborech pro ně neexistuje alternativa. Komise navrhla sdílení poznatků v rámci rychlejšího dosažení náhrady a omezení používání zvířat a šetrného zacházení s lidmi, vývoj, validaci a zavádění nových alternativních přístupů do praxe, vymáhání zásady nahradit a omezit používání zvířat a šetrně s nimi zacházet, jakož i sladění příslušné odvětvové legislativy a dialog s vědeckou obcí.

### Další občanské iniciativy
Několik občanských iniciativ probíhá i aktuálně (prosinec 2020). Kupříkladu iniciativa Save bees and farmers volá po postupném vyřazení pesticidů z používání v zemědělství pro ochranu včel, zdraví lidi a zdravé životní prostředí. Dále iniciativa Voters without borders usiluje o právo všech občanů EU volit ve všech volbách v jakémkoliv členském státě, ve kterém zrovna žijí, aniž by tam měli občanství. Dosud to platí pouze u komunálních a evropských voleb. Kampaň "My Voice, My Choice" ("Můj hlas, moje volba") má za cíl zajištění bezpečných, dostupných a legálních interrupcí v EU.